# From the Inside (Linkin Park)
From the Inside è un singolo del gruppo musicale statunitense Linkin Park, pubblicato il 12 gennaio 2004 come quarto estratto dal secondo album in studio Meteora.

## Descrizione
Tra le più pesanti dell'album, il brano è nato nell'estate 2002 da un'idea del bassista Phoenix, che ne ha composto il riff principale di chitarra, ed è stato composto in un tempo di 6/8. Si progredisce da una prima fase melodica all'inizio del brano finché non diventa più intensa verso la fine. Inoltre la canzone è caratterizzata da vari screaming di Chester Bennington. È possibile ascoltare qualche secondo della prima versione del brano nell'album video Frat Party at the Pankake Festival.
Una versione demo del brano, intitolata Shifter e interamente cantata da Mike Shinoda, è stata inclusa nell'edizione box set di Meteora distribuita nel 2023 per celebrare i vent'anni dalla sua uscita.

## Video musicale
Il video, diretto dal DJ del gruppo Joe Hahn e girato a Praga, mostra una fantomatica scena di rivolta in una città distrutta dalle armi. In mezzo alla folla vi sono Bennington e Shinoda, che si alternano le parti melodiche e rappate, e poi vengono ripresi insieme agli altri membri del gruppo durante il resto della canzone. A metà video, precisamente nella parte dell'interludio del brano, un bambino riesce a piegare la violenza dei rivoltosi con un proprio urlo, che va quasi in parallelo con quello di Bennington. Durante quasi tutta la canzone, rimane una melodia di base: nella prima parte e nel ritornello, viene eseguita dalla chitarra di Brad Delson, e successivamente, nella parte più melodica, viene ripresa dal pianoforte, che oltre ad aggiungere note di contorno, viene accompagnato da violini sintetizzati.
Nel 2023, in occasione del ventennale di Meteora, il video è stato rimasterizzato in 4K.

## Tracce
Testi e musiche dei Linkin Park, eccetto dove indicato
CD promozionale (Europa)
1. From the Inside – 2:53

CD singolo (Australia, Europa)
1. From the Inside – 2:53
2. Runaway (Live) – 3:07 (Linkin Park, Mark Wakefield)
3. From the Inside (Live) – 3:00

CD singolo (Germania)
1. From the Inside – 2:53
2. Runaway (Live) – 3:07 (testo: Linkin Park, Mark Wakefield)

## Formazione
Hanno partecipato alle registrazioni, secondo le note di copertina di Meteora:
Gruppo
- Chester Bennington – voce
- Rob Bourdon – batteria, cori
- Brad Delson – chitarra, cori
- Phoenix – basso, cori
- Joseph Hahn – giradischi, campionatore, cori
- Mike Shinoda – rapping, voce, campionatore

Produzione
- Don Gilmore – produzione
- Linkin Park – produzione
- John Ewing Jr. – ingegneria del suono
- Fox Phelps – assistenza tecnica
- Andy Wallace – missaggio
- Brian "Big Bass" Gardner – mastering, montaggio digitale

## Classifiche
| Classifica (2004-17)       | Posizione massima |
| -------------------------- | ----------------- |
| Australia                  | 37                |
| Austria                    | 42                |
| Francia                    | 35                |
| Germania                   | 35                |
| Italia                     | 30                |
| Nuova Zelanda              | 50                |
| Regno Unito (rock & metal) | 15                |
| Svezia                     | 54                |
| Svizzera                   | 38                |